# Macrobunus backhauseni
Macrobunus backhauseni är en spindelart som först beskrevs av Simon 1896.  Macrobunus backhauseni ingår i släktet Macrobunus och familjen mörkerspindlar. Inga underarter finns listade i Catalogue of Life.